# Рафал Лещинський (маршалок)
Рафал Лещи́нський гербу Вєнява (пом. 28 червня 1501) — військовий і державний діяч Королівства Польського, дипломат; каштелян спицімєзький (1483—1490, 1492?), надвірний маршалок (1489—1501), каштелян ґнєзненський (1496—1500), познанський (1501); староста ленчицький (1484—1495, 1499—1501, бжесць-куявський і ковальський (1494—1501), радзеювський (1498—1501), сєрадзький (1499—1501), конінський (1501), пшедецький (1501), пиздрський і кошьцянський; граф Священної Римської імперії (1473).

## Життєпис
Рафал народився, ймовірно, у другій чверті XV століття в сім'ї каштеляна пшементського Рафала Лещинського та його дружини Анни. Мав 4 братів і 5 сестер.
Замолоду, приблизно з 1455 року, Рафал перебував при дворі імператора Фрідріха III. Ян Длуґош приписував йому виняткову мужність і фізичну підготовку. У лютому 1470 року у Відні, під час зустрічі імператора з угорським королем Матяшем Корвіном, Лещинський взяв участь у лицарському турнірі, в ході якого поранив Корвіна.
У 1470 і 1466—1477 роках був послом імператора до польського короля Казимира Ягеллончика, обговорював пропозиції щодо союзу проти угорського короля. 1473 року отримав від імператора Фрідріха III титул графа Священної Римської імперії «на Лешні»; до його герба додано лева, що стоїть угорі, з мечем у передніх лапах. На думку Влодзімєжа Дворжачека, надання графства було лише легендою, яку в другій половині XVI століття записав Бартош Папроцький.
Перед 1483 роком Рафал Лещинський повернувся до Польщі. Увійшов до кола королівських довірених осіб, став кінним придворним короля. Цього ж року він був призначений представником монарха на переговорах з містом Ґданськом, одержав квитанцію на загальну суму 470 флоринів із ґданського чиншу 1482—1489 років. У цей же час Лещинський увійшов також до оточення королевича Яна Ольбрахта, був його покоївцем (камердинером). Протягом 1483—1490 років обіймав посаду каштеляна спицімєзького, був старостою ленчицьким у 1484—1495 роках.
1486 року Лещинський відбув із посольської місією до Риму до папи Інокентія VIII. 1487 року збирав порадльне в Ленчицькій землі. На початку 1489 року отримав уряд надвірного маршалка, був ним до кінця життя. Цього ж року був послом польського короля до імператора Фрідріха, курфюрста бранденбурзького Йогана і герцогів саксонських Альбрехта та Йогана.
1492 року, після смерті Казимира Ягеллончика, став одним із прибічників королевича Яна Ольбрахта, а після його обрання королем став пов'язаним із двором нового монарха. Зокрема, протягом 1492—1493 років постійно входив до складу королівської надвірної хоругви. У липні та серпні 1492 року згадується в документах знову як каштелян спицімєзький, хоча, можливо, в цих згадках названо уряд, який він обіймав раніше. Під час сейму 1493 року виконував функції коронного маршалка, оскільки остання посада була вакантна після смерті Рафала Якуба Ярославського. Протягом 1494—1501 років був одночасно старостою бжесць-куявським і ковальським.
На початку 1496 року Рафал Лещинський отримав посаду каштеляна ґнєзненського. Був свідком видання Пйотркувського статуту, восени цього ж року він з 30-кінним почтом очолив делегацію, яка супроводжувала сестру короля Барбару Ягеллонку на її весілля з саксонським герцогом Георгом Багатим. Від 1498 року був тенутарієм, згодом старостою радзеювським. Зокрема, 1500 року король записав йому на Радзеюві 1800 флоринів, які раніше в нього позичив під заставу на Победзіській.
Маршалок Лещинський брав участь у засіданнях сеймів 1499 та 1501 років. 1499 отримав староство сєрадзьке, з жовтня цього ж року знову став старостою ленчицьким, був також старостою пшедецьким (1500—1501), конінським, пиздрським і кошьцянським.
На початку 1501 року став каштеляном познанським.
Помер 28 червня 1501 року, невдовзі після смерті короля Яна Ольбрахта. Був похований у домініканському костелі в Бжесьці-Куявському.

## Маєтності
1480 року Рафал Лещинський отримав від свого двоюрідного брата Анджея Ґолуховського третину його маєтків у Ґолухові та Пшекупові. 1496 року отримав від брата Каспера частину Ґродзіська та замінив її на частину Лешна. 1497 року отримав частини Пшиґодзиців і Хінова, конфісковані в каноніка Анджея з Ґолухова, Ізбицю та Пйотровиці, конфісковані у Яна Кретковського й Яна Пйотровського та маєтки в місті Каліші, конфісковані в Яна Ліська — у всіх за невиконання обов'язку військової служби. Того ж року викупив село Тархалін у Кошьцянському повіті, 1501 придбав частини Чача, Бронського, Ґлінського. 1501 року отримав від короля за раніше позичені 1 800 злотих на Победзікій у заставу Пловце.
З 1496 року був покровителем костелу в Лясоцицях.

## Сім'я
Був одружений із Малґожатою Шьміґєльською з Бніна (тепер — частина міста Курника). Подружжя мало сина Рафала (1470—1560) — каштеляна пшементського й старосту радзеювського.